# Orapi
Orapi est une société d'hygiène professionnel crée en 1968 par Guy Chifflot.

## Histoire

### Acquisitions
En 2013, le groupe Orapi acquis deux sociétés françaises : Raynaud et Caral.